# Баша, Василий Васильевич
Василий Васильевич Баша (укр. Василь Васильович Баша, род. 13 января 1959 года) — советский и украинский актёр театра и кино, народный артист Украины (2010)

## Биография
Родился 13 января 1959 года в пгт Гоща на Ровенщине.
В 1976 году поступил на актёрский факультет Киевского театрального института.
В 1980—1991 гг. — актёр Львовского ТЮЗа им. М.Горького.
В 1991 году — поступил на режиссёрский факультет Киевского театрального института.
С 1999 по 2022 год — актёр в столичном театре имени Ивана Франко.

## Театр

### Национальный академический драматический театр им. Ивана Франко
1. 1989 — «Тевье-Тевель» Г. Горина; реж. Сергей Данченко — Лейзер-Вольф, мясник
2. 1999 — «Любовь в стиле барокко» Я. Стельмаха; реж. Сергей Данченко — Степан[2]
3. 2007 — «Женитьба Фигаро» П. Бомарше; реж. Юрий Одинокий — Бартоло
4. 2009 — «В воскресенье утром зелье копала» Неды Нежданой по повести О. Кобылянской; режиссёр Дмитрий Чирипюк — Дончук
5. 2010 — «Урус-Шайтан» И. Афанасьева; реж. Игорь Афанасьев — казак Шыло
6. 2010 — «Буря» У. Шекспира; реж. Сергей Маслобойщиков — Себастьян, брат короля Алонзо / Тринкуло, шут / Ирида
7. 2011 — «Гимн демократической молодёжи» С. Жадана; реж. Юрий Одинокий — Иван Петрович Бычок
8. 2013 — «Morituri te salutant» В. Стефаника; реж. Дмитрий Богомазов — Старик
9. 2015 — «Эрик XIV» А. Стриндберга; реж. Станислав Моисеев — Сванте Стуре, отец
10. 2015 — «Лес» А. Островского; реж. Дмитрий Богомазов — Аркадий Счастливцев, пеший путешественник[3]

## Фильмография
1. 1995 — Доброе утро (короткометражный)
2. 1998 — Улыбка зверя — Хичкок
3. 2004 — Пепел Феникса — Иван Григорьевич Коврига, майор РОВД по оперативной работе
4. 2004 — Я тебя люблю (сериал) — Герман Курилов
5. 2004 — Сорочинская ярмарка — казак
6. 2005 — Новый русский романс — эпизод
7. 2006 — Другая жизнь, или Побег из того света
8. 2007 — Враг номер один — Иван Степанович Струпов, сосед Кати
9. 2007 — Исповедь Дон Жуана — Лепорелло
10. 2007 — Милицейская академия—2 — Корюшко, полковник
11. 2007 — Старики-полковники
12. 2008 — Альпинист — Палыч, тренер
13. 2008 — Хорошие парни — эпизод
14. 2009 — Прощение — сторож чёртового колеса
15. 2009 — Третьего не дано — Богдан Иванович Бондарь, управляющий пансионатом
16. 2009 — Чёрта с два — Степаненко
17. 2010 — 1942 — Михалыч
18. 2010 — Вера, Надежда, Любовь — эпизод
19. 2011 — Последний кордон. Продолжение — Аркадий Петрович, руководитель отряда скаутов
20. 2011 — Я тебя никогда не забуду — Петров
21. 2012 — Анна Герман. Тайна белого ангела — железнодорожник
22. 2012 — Защитница — паромщик
23. 2012 — Счастливый билет — торговец органами
24. 2013 — Агент — бомж-гармонист
25. 2013 — Поводырь — председатель музкомиссии
26. 2014 — Лабиринты судьбы — эпизод
27. 2015 — Последний москаль — Михаил, отец Ксении
28. 2020 — Шуша — Роман Юрьевич Ильченко, начальник убойного отдела полиции

## Звания и награды
- 1998 — Заслуженный артист Украины[4]
- 2007 — Х открытый международный кинофестиваль Бригантина (Бердянск, Украина)
  - Лауреат в номинации «Лучшая мужская роль» (фильм «Другая жизнь, или Побег из того света», Украина)[5][6]
- 2010 — Народный артист Украины[1]
- 2013 — Премия «Киевская пектораль» в номинации «Лучшая мужская эпизодическая роль / роль второго плана» (Старик), «Morituri te salutant»[7]
- 2020 — Орден «За заслуги» ІІІ степени[8]